# Erebia stelviana
Erebia stelviana är en fjärilsart som beskrevs av Curo 1871. Erebia stelviana ingår i släktet Erebia och familjen praktfjärilar. Inga underarter finns listade i Catalogue of Life.